# Porta Nomentana
Porta Nomentana era um dos portões da Muralha Aureliana de Roma, Itália. Está localizada na viale del Policlinico, a cerca de 70 metros a leste da Porta Pia, bloqueada e incorporada no muro da Embaixada do Reino Unido.

## História
A Porta Nomentana foi construída como um portão de arco único entre 270 e 273 d.C. por Aureliano. Sua torre direita original, semi-circular assentada em fundação quadrada, ainda pode ser vista enquanto que a esquerda incorporou um túmulo, que se presume ter pertencido a Quinto Atério, um famoso orador na época de Tibério chamado por Tácito de "um velho apodrecido pela bajulação" (em latim: senex foedissimae adulationis) e citado como tendo sido o primeiro a se levantar para refutar a fingida recusa de Tibério quando lhe foi oferecida a coroa imperial. Mármore do túmulo foi utilizado para cobrir o portão durante a reforma de Honório, em 403, que, na mesma época, bloqueou duas poternas na direção do Castro Pretório e restaurou a Porta Salária.
Ela foi transformada num portão de dois arcos pelo papa Pio IV em 1564, como reconta a inscrição afixada nele, o mesmo ano no qual ele foi substituído pela Porta Pia como via de acesso à Via Nomentana e fechado. O arco de tijolos encimado pelo brasão do papa são desta época. Dez anos depois, a Porta Asinária teve o mesmo destino quando foi fechada ao tráfego (mas não bloqueada) e substituída pela Porta San Giovanni. A torre esquerda original foi demolida em 1827 para permitir a escavação do túmulo do século I sobre ela.